# 네오비트족
네오비트 세대 (Neo Beats)는 2015년 소비 트렌드를 만들어내는 신 소비계층이다.

## 특징
1. 1950년대 미국 ‘비트 세대 (Beat Generation)’에서 파생.
2. 기존의 질서를 그대로 받아들이기보다는 독창성을 가지고 스스로 질서를 만들어냄. 사회 참여나 소통을 중요시해 무조건적으로 사회에 반항했던 비트세대와는 크게 차이점을 가짐.
3. 음식, 음악 등 분야에 제한 없이 본인 스스로 참여하여 즐기는 것을 좋아함.
4. 다수가 참여하는 사교적인 모임을 선호.
5. IT 기계 조작 등 새로운 기술  습득에 능함
6. SNS 활용도가 뛰어남

## 구성
20~40대에 고르게, 남녀 비율도 비슷하게 분포
1. 전문직이나 대기업에 종사해 소비 여력이 높음
2. 고학력자
3. 사회적 문제에 관심이 높음

## 같이 보기
- 비트 세대